# 新潟県道222号西中糸魚川線
新潟県道222号西中糸魚川線（にいがたけんどう222ごう にしなかいといがわせん）は、新潟県の糸魚川市内を通る一般県道である。

## 概要
糸魚川市中心部を東西に横断する。
起点のある糸魚川市西中は糸魚川市中央部の一級河川姫川左岸に面した、今井地区の集落の1つである。同市頭山から上刈にかけて姫川に架けられている今井橋を渡る。横町南交差点から押上交差点までの区間は沿道は商店街となっている。特にアーケードに類似している雁木が横町南交差点から大町交差点にかけてみられる。

### 路線データ
- 起点：新潟県糸魚川市大字西中字セキヤカハラ485番2（＝虫川橋西詰）
- 終点：新潟県糸魚川市大字大和川字六反田1054番１[1]（＝前川交差点、国道8号（糸魚川東バイパス）交点）

## 路線状況
全区間、アスファルトで舗装されている。このうち、国道148号との重複区間および新道部を除く区間においては高級舗装が施されている。
また、重複区間を含む全区間は規格改良済である。このうち、重複区間および新道部を除く区間の約98.9％（4.8947 km＝4894.7m）は幅員5.5m以上である。歩道は1.5219 km（＝1521.9m）整備されている。

### バイパス

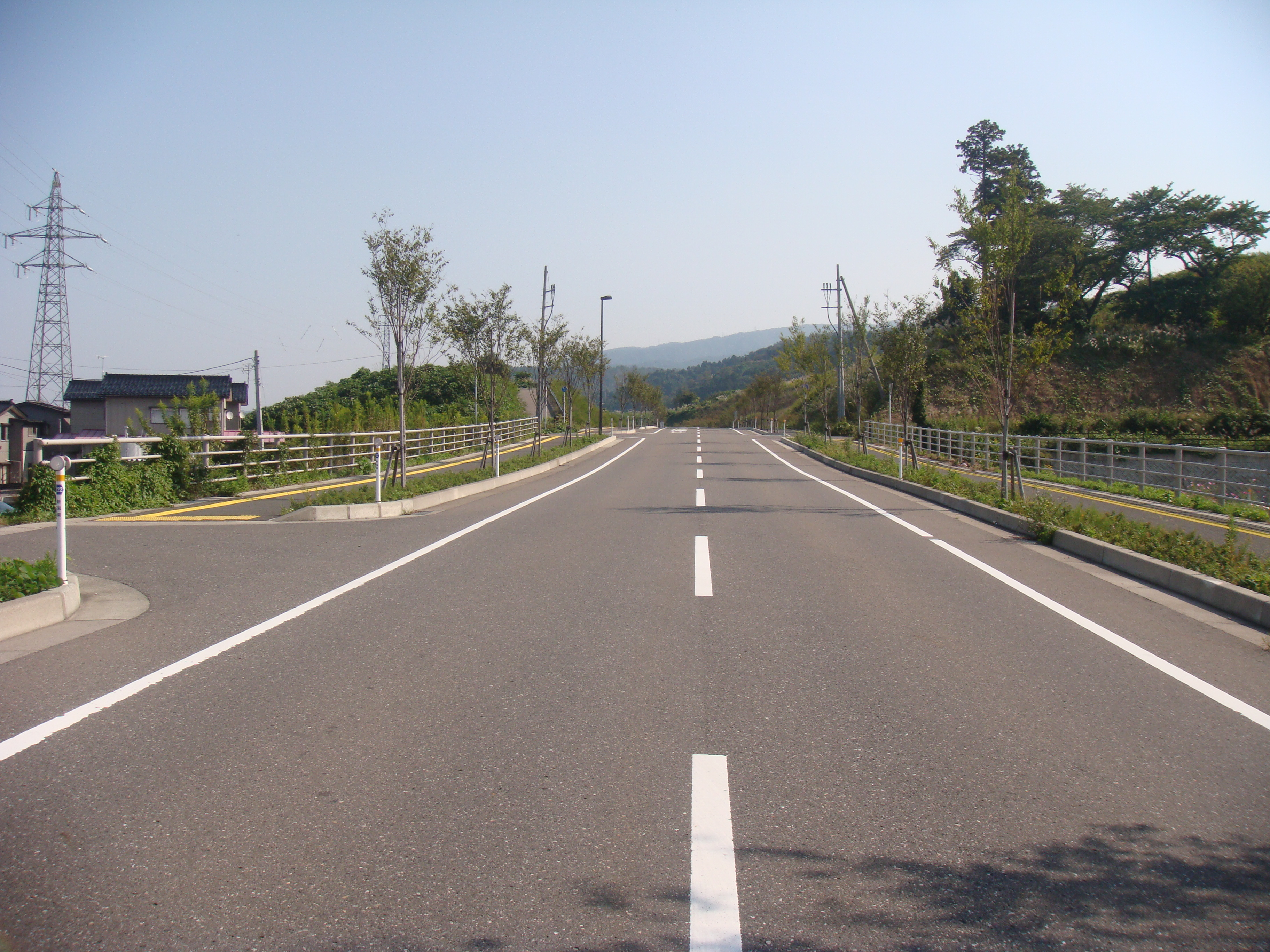
新道部。糸魚川市厚田にて、同市大和川方面を望む
（2011年（平成23年）10月撮影）

糸魚川市南押上 - 同市大和川には都市計画道路「中央大通り線」の一部として、新道が整備され、2010年（平成22年）3月25日に全区間開通した。同区間はえちごトキめき鉄道日本海ひすいラインの南側を並行しており、同市大和川においては国道8号糸魚川東バイパスと連絡している。また、同市南押上から西へは市道として、糸魚川市役所や周辺の文教施設、住宅地と連絡し、国道148号と2014年12月14日に直結した。また、糸魚川市西中地内で整備を進めていた「西中バイパス」が、2020年（令和2年）3月20日に開通した。

### 通称
- 本町通り（ありがたや通り）：横町交差点 - 大町交差点

### 重複区間
- 国道148号（糸魚川市上刈5丁目・上刈5丁目交差点 - 同市横町5丁目・横町南交差点）
- 新潟県道154号糸魚川停車場線（糸魚川市大町2丁目・大町交差点 - 同市大町2丁目・大町2丁目交差点）

## 地理

### 通過する自治体
- 新潟県
糸魚川市

### 交差する道路
現道部
- 新潟県道368号青海水崎線（新潟県糸魚川市頭山・今井橋西詰）
- 国道148号（糸魚川市上刈5丁目・上刈5丁目交差点）
- 北陸自動車道（糸魚川市上刈3丁目）
- 国道148号（糸魚川市横町5丁目・横町南交差点）
- 新潟県道154号糸魚川停車場線（糸魚川市大町2丁目・大町交差点）
- 新潟県道154号糸魚川停車場線（糸魚川市大町2丁目・大町2丁目交差点）
- 新潟県道221号上町屋釜沢糸魚川線（糸魚川市押上1丁目・押上交差点：終点）

新道部
- 新潟県道221号上町屋釜沢糸魚川線（糸魚川市南押上3丁目・南押上交差点）
- 国道8号（糸魚川市大和川・前川交差点）

### バス路線
- 糸魚川バス（今井小学校前 - 明星セメント前、横町南交差点 - 四ツ角 - 北越銀行前 - 大町交差点、大町2丁目交差点 - 正覚寺前 - 押上一丁目 - 押上交差点）
- 頸城自動車（糸魚川 - 新潟線）

### 沿線
現道部
- 姫川
- 糸魚川市立今井小学校
- 美山公園
- 明星セメント 糸魚川工場
- JR西日本・えちごトキめき鉄道 糸魚川駅
- 国土交通省北陸地方整備局 高田河川国道事務所 糸魚川国道維持出張所
- 史跡 相馬御風宅
- 糸魚川郵便局
- 新潟家庭裁判所 糸魚川出張所
- 糸魚川簡易裁判所
- 糸魚川バス

新道部
- 新潟県糸魚川地域振興局
- 糸魚川総合病院